# Leuctra cingulata
Leuctra cingulata är en bäcksländeart som beskrevs av Kempny 1899. Leuctra cingulata ingår i släktet Leuctra och familjen smalbäcksländor. Inga underarter finns listade i Catalogue of Life.